# 3689 Yeates
3689 Yeates (1981 JJ2) là một tiểu hành tinh vành đai chính được phát hiện ngày 5 tháng 5 năm 1981 bởi C. Shoemaker ở Đài thiên văn Palomar.